# 刘春宁
刘春宁，男，前阿里巴巴副总裁、阿里影业执行董事、数字娱乐事业部总裁。

## 生平
曾供职于腾讯公司，担任过马化腾的总裁助理、腾讯电商总经理、腾讯公司战略发展部总经理、拍拍网总经理等职务，被认为是马化腾的心腹爱将。2015年6月22日，受腾讯举报，刘春宁因在腾讯任职期间的商业贿赂行为被深圳警方带走。

在刘春宁2013年8月跳槽至阿里初期，业内就有腾讯准备起诉刘春宁的传闻，称马化腾对于刘春宁如此迅速地跳槽到竞争对手处感到非常不满，甚至打算提出“互联网界历史上最高的竞业禁止赔偿”。

## 腾讯十年
- 2004年，刘春宁加入腾讯；
- 2005年，刘春宁被任命为腾讯公司战略发展部总经理；
- 2006年，刘春宁被任命为腾讯公司企业拓展部总经理；
- 2013年7月1日，从腾讯离职。

## 入职阿里
- 2013年8月，刘春宁入职阿里巴巴，分管数字娱乐事业部，兼任阿里影业执行董事；
- 2015年6月，时任阿里巴巴副总裁、阿里影业执行董事的刘春宁被警方带走。